# Volodymyr Klyčko
Volodymyr Volodymyrovyč Klyčko (in ucraino Володимир Володимирович Кличко?; in russo Владимир Владимирович Кличко?, Vladimir Vladimirovič Kličko; Semej, 25 marzo 1976) è un ex pugile ucraino.
È stato campione del mondo dei tre principali organi sanzionatori, avendo posseduto le corone WBA, IBF e WBO (due volte) dei pesi massimi; ha altresì detenuto i titoli IBO, The Ring e lineare di categoria. Pugile intelligente e strategico, è annoverato tra i migliori pesi massimi di sempre e tra i più grandi artisti del knockout della divisione. Il jab pungente e i potenti diretti e ganci gli hanno valso il soprannome di Dr. Steelhammer ("martello d'acciaio"). 
Come dilettante ha avuto una carriera di successo, culminata con la conquista della medaglia d'oro nei supermassimi ai Giochi Olimpici di Atlanta 1996. Passato al professionismo pochi mesi dopo, nel 2000 ha conquistato il mondiale WBO ai danni di Chris Byrd. Detronizzato a gran sorpresa da Corrie Sanders nel 2003 e poi nuovamente sconfitto da Lamon Brewster l'anno seguente, ha quindi iniziato un sodalizio sportivo con il noto allenatore Emanuel Steward grazie al quale il suo stile è mutato da attaccante a calcolatore. I notevoli miglioramenti sul ring lo hanno portato ad aggiudicarsi i titoli IBF ed IBO nel 2006 con un KO sul campione Chris Byrd.
Successivamente ha vinto il campionato WBO per la seconda volta imponendosi su Sultan Ibragimov, le corone Ring e lineare detronizzando Ruslan Chagayev ed infine il titolo WBA nel 2011 sconfiggendo David Haye. Grazie a tali successi è stato nominato campione anche dalla Transnational Boxing Rankings Board (TBRB) e "super campione" dalla WBA, riconoscimento assegnato ai pugili che detengono due o più dei principali titoli mondiali di categoria. Dopo una striscia di imbattibilità di 22 incontri vinti consecutivamente a partire dal 2004, ha perso le sei cinture nel novembre 2015 a seguito di una sconfitta contro Tyson Fury. Seguì infine un ultimo assalto ai titoli mondiali contro Anthony Joshua, nell'aprile 2017, prima del suo ritiro dal mondo del pugilato.
Il regno di Klyčko come campione del mondo (9 anni, 7 mesi e 7 giorni) è il secondo più lungo nella storia della divisione, mentre con le sue ventitré difese del campionato dei pesi massimi l'ucraino è il pugile che ha più volte messo in palio i suoi titoli, alle spalle solamente di Joe Louis (25) e davanti a Larry Holmes (20) e Muhammad Ali (19). Nel 2014 e 2015 è stato nominato nº 2 al mondo nella classifica pound for pound, rispettivamente da The Ring e dal portale BoxRec. 
In totale Klyčko ha combattuto in ventinove incontri titolati nella categoria dei massimi, primato assoluto di divisione.
Suo fratello maggiore Vitalij è stato campione WBC, WBO e The Ring dei pesi massimi. Tra il 2006 ed il 2013 i due fratelli hanno dominato la divisione di categoria, detenendo tutte le principali cinture mondiali, in un periodo chiamato come "era Klyčko".

## Biografia
Volodymyr Klyčko è figlio di Volodymyr Rodyonovyč Klyčko (1947–2011), maggior generale dell'aeronautica militare sovietica, e di Nadija Ul'janovna. È fratello minore di Vitalij Klyčko, anch'egli campione di pugilato e attualmente sindaco di Kiev. Il padre è stato comandante in carica per le operazioni di pulizia dopo il disastro di Černobyl' del 1986 e in seguito gli è stato diagnosticato un tumore.
Nell'estate del 1996 Klyčko si è laureato presso l'Istituto Pedagogico Pereyaslav-Khmelnytsky e l'8 gennaio 2001 ha conseguito il PhD in Scienze Sportive a Kiev.

### Vita privata
Volodymyr Klyčko, come suo fratello Vitalij, è un grande appassionato di scacchi ed è impegnato in attività di beneficenza in collaborazione con l'UNESCO.
Nell'ottobre 2013 si è ufficialmente fidanzato con l'attrice statunitense Hayden Panettiere e il 9 dicembre 2014 la coppia ha dato alla luce la figlia Kaya. Nel 2018, dopo nove anni, si sono lasciati. La figlia vive principalmente con il padre in Ucraina. 

## Carriera

### Carriera da dilettante
La sua carriera dilettantistica, in cui ha vinto varie medaglie d'oro ed argento a livello europeo e mondiale, è culminata nell'oro olimpico conquistato ad Atlanta nel 1996 tra i supermassimi. Il suo record dilettantistico è di 134 vittorie e 6 sconfitte.

### Carriera da professionista
Ha esordito tra i professionisti il 16 novembre 1996 (esattamente lo stesso giorno di suo fratello). Nell'ottobre 2000, battendo ai punti Chris Byrd, si aggiudica il titolo WBO, che difenderà fino al 2003, quando il sudafricano Corrie Sanders lo manda ko alla seconda ripresa. Nell'aprile 2004 tenta di riprendersi il titolo, subendo però una sconfitta da Lamon Brewster. Due anni più tardi, a Mannheim, ritrova Byrd e sconfiggendolo fa suoi i titoli IBF e IBO; nel 2007 ritrova anche Brewster che batte per knockout tecnico al sesto round.
Nel febbraio 2008 ha la meglio su Sultan Ibragimov, tornando campione WBO: nel 2011 diventa campione anche della WBA dopo la vittoria sull'inglese David Haye. Fino al 2014 ha difeso in totale i titoli in diciotto occasioni, battendo nel 2013 l'italiano Francesco Pianeta e il russo Aleksandr Povetkin; infine, nel 2014, ha battuto prima l'australiano Alex Leapai e a novembre si è confermato campione sconfiggendo per ko il bulgaro Kubrat Pulev alla quinta ripresa.
Nell'aprile 2015 Klyčko si è riconfermato campione sconfiggendo lo statunitense Bryant Jennings, fino allora imbattuto con un record di 19 vittorie (10 ko), per decisione unanime dei giudici. Otto mesi dopo, ovvero il 28 novembre 2015, ha affrontato a Düsseldorf il britannico Tyson Fury perdendo i titoli detenuti per decisione dei giudici.
Saltata la rivincita con Tyson Fury, per via dei problemi personali del britannico, l'ucraino parte alla ricerca di nuovi sfidanti. Il 10 dicembre 2016 viene così annunciata un incontro tra Klyčko e l'imbattuto campione IBF Anthony Joshua, in una sfida valida, oltre che per il mondiale IBF, anche per i titoli vacanti WBA e IBO. L'evento si disputa il 29 aprile 2017 allo stadio di Wembley di Londra, dinnanzi ad un tutto esaurito di 90 000 spettatori, ed è capace di regalare fasi spettacolari ed alquanto drammatiche. A 41 anni e proveniente da uno stop di 17 mesi, l'ucraino viene atterrato al quinto round prima di infliggere a sua volta a Joshua il primo knockdown in carriera, alla sesta ripresa. Dopo aver controllato le tornate successive con il suo pungente jab sinistro, Klyčko subisce una nuova iniziativa del campione all'undicesimo round che culmina in altri due atterramenti ed infine con la sconfitta per KO tecnico.
Il "Frenzy al Wembley" si rivela essere l'ultimo capitolo dell'illustre carriera di Klyčko: il 3 agosto 2017, dopo aver rifiutato la rivincita con Joshua a Las Vegas, l'ucraino annuncia il ritiro dal mondo della boxe attraverso un comunicato sul proprio sito internet.

## Record professionale
| N. | Risultato | Record | Avversario          | Metodo | Round, tempo  | Data              | Luogo                                | Note |
| -- | --------- | ------ | ------------------- | ------ | ------------- | ----------------- | ------------------------------------ | --- |
| 69 | Sconfitta | 64–5   | Anthony Joshua      | TKO    | 11 (12), 2:25 | 29 aprile 2017    | Londra, Gran Bretagna                | Per i titoli IBF, il vacante WBA (Super) e IBO dei pesi massimi.                                             |
| 68 | Sconfitta | 64–4   | Tyson Fury          | UD     | 12            | 28 novembre 2015  | Düsseldorf, Germania                 | Perde i titoli IBF, IBO, WBO, The Ring e WBA (Super) dei pesi massimi.                                       |
| 67 | Vittoria  | 64–3   | Bryant Jennings     | UD     | 12            | 25 aprile 2015    | New York, Stati Uniti d'America      | Mantiene i titoli IBF, IBO, WBO, The Ring e WBA (Super) dei pesi massimi.                                    |
| 66 | Vittoria  | 63–3   | Kubrat Pulev        | KO     | 5 (12), 2:11  | 15 novembre 2014  | Amburgo, Germania                    | Mantiene i titoli IBF, IBO, WBO, The Ring e WBA (Super) dei pesi massimi.                                    |
| 65 | Vittoria  | 62–3   | Alex Leapai         | TKO    | 5 (12), 2:05  | 26 aprile 2014    | Oberhausen, Germania                 | Mantiene i titoli IBF, IBO, WBO, The Ring e WBA (Super) dei pesi massimi.                                    |
| 64 | Vittoria  | 61–3   | Alexander Povetkin  | UD     | 12            | 5 ottobre 2013    | Mosca, Russia                        | Mantiene i titoli IBF, IBO, WBO, The Ring e WBA (Super) dei pesi massimi.                                    |
| 63 | Vittoria  | 60–3   | Francesco Pianeta   | TKO    | 6 (12), 2:52  | 4 maggio 2013     | Mannheim, Germania                   | Mantiene i titoli IBF, IBO, WBO, The Ring e WBA (Super) dei pesi massimi.                                    |
| 62 | Vittoria  | 59–3   | Mariusz Wach        | UD     | 12            | 10 novembre 2012  | Amburgo, Germania                    | Mantiene i titoli IBF, IBO, WBO, The Ring e WBA (Super) dei pesi massimi.                                    |
| 61 | Vittoria  | 58–3   | Tony Thompson       | TKO    | 6 (12), 1:12  | 7 luglio 2012     | Berna, Svizzera                      | Mantiene i titoli IBF, IBO, WBO, The Ring e WBA (Super) dei pesi massimi.                                    |
| 60 | Vittoria  | 57–3   | Jean-Marc Mormeck   | KO     | 4 (12), 1:12  | 3 marzo 2012      | Düsseldorf, Germania                 | Mantiene i titoli IBF, IBO, WBO, The Ring e WBA (Super) dei pesi massimi.                                    |
| 59 | Vittoria  | 56–3   | David Haye          | UD     | 12            | 2 luglio 2011     | Amburgo, Germania                    | Mantiene i titoli IBF, IBO, WBO e The Ring dei pesi massimi. Vince il titolo WBA (Super) dei pesi massimi.   |
| 58 | Vittoria  | 55–3   | Samuel Peter        | KO     | 10 (12), 1:22 | 11 settembre 2010 | Francoforte, Germania                | Mantiene i titoli IBF, IBO, WBO e The Ring dei pesi massimi.                                                 |
| 57 | Vittoria  | 54–3   | Eddie Chambers      | KO     | 12 (12), 2:55 | 20 marzo 2010     | Düsseldorf, Germania                 | Mantiene i titoli IBF, IBO, WBO e The Ring dei pesi massimi.                                                 |
| 56 | Vittoria  | 53–3   | Ruslan Chagaev      | RTD    | 9 (12), 3:00  | 20 giugno 2009    | Gelsenkirchen, Germania              | Mantiene i titoli IBF, IBO e WBO dei pesi massimi. Vince il vacante titolo The Ring dei pesi massimi.        |
| 55 | Vittoria  | 52–3   | Hasim Rahman        | TKO    | 7 (12), 0:44  | 13 dicembre 2008  | Mannheim, Germania                   | Mantiene i titoli IBF, IBO e WBO dei pesi massimi.                                                           |
| 54 | Vittoria  | 51–3   | Tony Thompson       | KO     | 11 (12), 1:38 | 12 luglio 2008    | Amburgo, Germania                    | Mantiene i titoli IBF, IBO e WBO dei pesi massimi.                                                           |
| 53 | Vittoria  | 50–3   | Sultan Ibragimov    | UD     | 12            | 23 febbraio 2008  | New York, Stati Uniti d'America      | Mantiene i titoli IBF e IBO dei pesi massimi. Vince il titolo WBO dei pesi massimi.                          |
| 52 | Vittoria  | 49–3   | Lamon Brewster      | RTD    | 6 (12), 3:00  | 7 luglio 2007     | Colonia, Germania                    | Mantiene i titoli IBF e IBO dei pesi massimi.                                                                |
| 51 | Vittoria  | 48–3   | Ray Austin          | KO     | 2 (12), 1:23  | 10 marzo 2007     | Mannheim, Germania                   | Mantiene i titoli IBF e IBO dei pesi massimi.                                                                |
| 50 | Vittoria  | 47–3   | Calvin Brock        | TKO    | 7 (12), 2:10  | 11 novembre 2006  | New York, Stati Uniti d'America      | Mantiene i titoli IBF e IBO dei pesi massimi.                                                                |
| 49 | Vittoria  | 46–3   | Chris Byrd          | TKO    | 7 (12), 0:41  | 22 aprile 2006    | Mannheim, Germania                   | Vince i titoli IBF e il vacante IBO dei pesi massimi.                                                        |
| 48 | Vittoria  | 45–3   | Samuel Peter        | UD     | 12            | 24 settembre 2005 | Atlantic City, Stati Uniti d'America | Vince i titoli WBC–NABF e il vacante WBO–NABO dei pesi massimi.                                              |
| 47 | Vittoria  | 44–3   | Eliseo Castillo     | TKO    | 4 (10), 2:51  | 23 aprile 2005    | Dortmund, Germania                   | |
| 46 | Vittoria  | 43–3   | DaVarryl Williamson | TD     | 5 (10), 3:00  | 2 ottobre 2004    | Paradise, Stati Uniti d'America      | |
| 45 | Sconfitta | 42–3   | Lamon Brewster      | TKO    | 5 (12), 3:00  | 10 aprile 2004    | Paradise, Stati Uniti d'America      | Per il vacante titolo WBO dei pesi massimi,                                                                  |
| 44 | Vittoria  | 42–2   | Danell Nicholson    | TKO    | 4 (12), 1:44  | 20 dicembre 2003  | Kiel, Germania                       | Retained WBA Inter-Continental heavyweight title                                                             |
| 43 | Vittoria  | 41–2   | Fabio Eduardo Moli  | KO     | 1 (12), 1:49  | 30 agosto 2003    | Monaco, Germania                     | Vince il vacante titolo WBA Intercontinentale dei pesi massimi.                                              |
| 42 | Sconfitta | 40–2   | Corrie Sanders      | TKO    | 2 (12), 0:27  | 8 marzo 2003      | Hannover, Germania                   | Perde il titolo WBO dei pesi massimi.                                                                        |
| 41 | Vittoria  | 40–1   | Jameel McCline      | RTD    | 10 (12), 3:00 | 7 dicembre 2002   | Paradise, Stati Uniti d'America      | Mantiene il titolo WBO dei pesi massimi.                                                                     |
| 40 | Vittoria  | 39–1   | Ray Mercer          | TKO    | 6 (12), 1:08  | 29 giugno 2002    | Atlantic City, Stati Uniti d'America | Mantiene il titolo WBO dei pesi massimi.                                                                     |
| 39 | Vittoria  | 38–1   | Francois Botha      | TKO    | 8 (12), 0:47  | 16 marzo 2002     | Stoccarda, Germania                  | Mantiene il titolo WBO dei pesi massimi.                                                                     |
| 38 | Vittoria  | 37–1   | Charles Shufford    | TKO    | 6 (12), 2:55  | 4 agosto 2001     | Paradise, Stati Uniti d'America      | Mantiene il titolo WBO dei pesi massimi.                                                                     |
| 37 | Vittoria  | 36–1   | Derrick Jefferson   | TKO    | 2 (12), 2:09  | 24 marzo 2001     | Monaco, Germania                     | Mantiene il titolo WBO dei pesi massimi.                                                                     |
| 36 | Vittoria  | 35–1   | Chris Byrd          | UD     | 12            | 14 ottobre 2000   | Colonia, Germania                    | Vince il titolo WBO dei pesi massimi.                                                                        |
| 35 | Vittoria  | 34–1   | Monte Barrett       | TKO    | 7 (10), 2:40  | 15 luglio 2000    | Londra, Gran Bretagna                | |
| 34 | Vittoria  | 33–1   | David Bostice       | TKO    | 2 (12), 1:27  | 29 aprile 2000    | New York, Stati Uniti d'America      | Mantiene il titolo WBA Intercontinentale dei pesi massimi.                                                   |
| 33 | Vittoria  | 32–1   | Paea Wolfgramm      | KO     | 1 (12), 1:30  | 18 marzo 2000     | Amburgo, Germania                    | Vince il titolo WBC Internazionale dei pesi massimi.                                                         |
| 32 | Vittoria  | 31–1   | Lajos Eros          | KO     | 2 (12), 2:35  | 4 dicembre 1999   | Hannover, Germania                   | Mantiene i titoli WBA Intercontinentale e Europeo dei pesi massimi.                                          |
| 31 | Vittoria  | 30–1   | Phil Jackson        | KO     | 2 (10), 1:59  | 12 novembre 1999  | Paradise, Stati Uniti d'America      | |
| 30 | Vittoria  | 29–1   | Axel Schulz         | TKO    | 8 (12), 2:42  | 25 settembre 1999 | Colonia, Germania                    | Mantiene il titolo WBA Intercontinentale dei pesi massimi. Vince il vacante titolo Europeo dei pesi massimi. |
| 29 | Vittoria  | 28–1   | Joseph Chingangu    | RTD    | 4 (12), 3:00  | 17 luglio 1999    | Düsseldorf, Germania                 | Vince il vacante titolo WBA Intercontinentale dei pesi massimi.                                              |
| 28 | Vittoria  | 27–1   | Tony LaRosa         | TKO    | 1 (10), 2:57  | 22 maggio 1999    | Budapest, Ungheria                   | |
| 27 | Vittoria  | 26–1   | Everett Martin      | TKO    | 8 (8)         | 24 aprile 1999    | Monaco, Germania                     | |
| 26 | Vittoria  | 25–1   | Zoran Vujicic       | KO     | 1 (8), 1:02   | 13 febbraio 1999  | Stoccarda, Germania                  | |
| 25 | Sconfitta | 24–1   | Ross Puritty        | TKO    | 11 (12), 0:18 | 5 dicembre 1998   | Kiev, Ucraina                        | Perde il WBC Internazionale dei pesi massimi.                                                                |
| 24 | Vittoria  | 24–0   | Donnell Wingfield   | KO     | 1 (8)         | 14 novembre 1998  | Monaco, Germania                     | |
| 23 | Vittoria  | 23–0   | Eli Dixon           | KO     | 3 (10), 2:26  | 3 ottobre 1998    | Augusta, Germania                    | |
| 22 | Vittoria  | 22–0   | Steve Pannell       | KO     | 2 (10)        | 19 settembre 1998 | Oberhausen, Germania                 | |
| 21 | Vittoria  | 21–0   | Carlos Monroe       | TKO    | 6 (10), 2:28  | 6 agosto 1998     | Marksville, Stati Uniti d'America    | |
| 20 | Vittoria  | 20–0   | Najee Shaheed       | KO     | 1 (12)        | 10 luglio 1998    | Monaco, Germania                     | Mantiene il WBC Internazionale dei pesi massimi.                                                             |
| 19 | Vittoria  | 19–0   | Cody Koch           | KO     | 4 (12)        | 23 maggio 1998    | Offenburg, Germania                  | Mantiene il WBC Internazionale dei pesi massimi.                                                             |
| 18 | Vittoria  | 18–0   | Everett Martin      | UD     | 8             | 13 marzo 1998     | Amburgo, Germania                    | |
| 17 | Vittoria  | 17–0   | Marcus McIntyre     | KO     | 3 (12)        | 14 febbraio 1998  | Stoccarda, Germania                  | Vince il vacante titolo WBC Internazionale dei pesi massimi.                                                 |
| 16 | Vittoria  | 16–0   | Derrick Lampkins    | TKO    | 1 (8)         | 20 dicembre 1997  | Offenburg, Germania                  | |
| 15 | Vittoria  | 15–0   | Ladislav Husarik    | TKO    | 3 (8)         | 13 dicembre 1997  | Amburgo, Germania                    | |
| 14 | Vittoria  | 14–0   | Jerry Halstead      | TKO    | 2 (8)         | 6 dicembre 1997   | Offenbach am Main, Germania          | |
| 13 | Vittoria  | 13–0   | Marcos González     | KO     | 2 (8)         | 11 ottobre 1997   | Cottbus, Germania                    | |
| 12 | Vittoria  | 12–0   | James Pritchard     | TKO    | 3 (8)         | 20 settembre 1997 | Aquisgrana, Germania                 | |
| 11 | Vittoria  | 11–0   | Biko Botowamungu    | DQ     | 5 (6), 0:02   | 23 agosto 1997    | Stoccarda, Germania                  | |
| 10 | Vittoria  | 10–0   | Gilberto Williamson | TKO    | 3 (8)         | 12 luglio 1997    | Hagen, Germania                      | |
| 9  | Vittoria  | 9–0    | Salvador Maciel     | KO     | 1 (8)         | 27 giugno 1997    | Offenburg, Germania                  | |
| 8  | Vittoria  | 8–0    | Paul Ashley         | KO     | 2 (8), 1:25   | 13 giugno 1997    | Oberhausen, Germania                 | |
| 7  | Vittoria  | 7–0    | Mark Wills          | KO     | 1 (8), 2:58   | 10 maggio 1997    | Francoforte, Germania                | |
| 6  | Vittoria  | 6–0    | Mark Young          | RTD    | 2 (6), 3:00   | 12 aprile 1997    | Aquisgrana, Germania                 | |
| 5  | Vittoria  | 5–0    | Carlos Monroe       | DQ     | 6 (6), 0:34   | 15 febbraio 1997  | Cottbus, Germania                    | Monroe squalificato per una testata.                                                                         |
| 4  | Vittoria  | 4–0    | Troy Weida          | TKO    | 3 (6), 0:36   | 25 gennaio 1997   | Stoccarda, Germania                  | |
| 3  | Vittoria  | 3–0    | Bill Corrigan       | TKO    | 1 (4), 1:21   | 21 dicembre 1996  | Francoforte, Germania                | |
| 2  | Vittoria  | 2–0    | Exum Speight        | TKO    | 2 (4), 1:54   | 30 novembre 1996  | Wiener Neustadt, Austria             | |
| 1  | Vittoria  | 1–0    | Fabian Meza         | KO     | 1 (4), 1:35   | 16 novembre 1996  | Amburgo, Germania                    | |